# Clã Toda
O Clã Toda (também conhecido como Tomita ou Tomida) era um antigo Clã do Japão, era composto basicamente por 2 ramos:

## Ramo Toda deIzumo
Tendo como origem o Uda Genji era um ramo do Izumo Genji.

### Período Kamakura
Sasaki Yoshikiyo foi shugo das Províncias de Oki e Izumo entre 1221 e 1233. Seu segundo filho Yasukiyo foi shugo destas províncias entre 1248 e 1278. O segundo filho de Yasukiyo, Yoshiyasu se estabeleceu na região de Tonda-Sho em Izumo onde reivindicou o nome Toda (Tomita). Da mesma forma que seu irmão Yoriyasu se estabeleceu em Enya na região de Mikado e criou o Clã Enya. O Castelo Gassan Toda, a residência dos Toda, mais tarde tornou-se a residência dos Amako que são seus descendentes .

### Período Muromachi
Depois disso, os Shugo de Izumo passaram a pertencer ao Clã Kyōgoku. E os Amako passaram a ser seus vassalos, nesta época o líder do clã era Amako Tsunehisa .

### Período Edo
Tomita Ippaku e seus descendentes foram para o Castelo de Tsu em Ise. Um de seus filhos Tomita Nobutaka se torna líder do Clã Uwajima  na Província de Iyo. Seus descendentes tornaram-se samurais no Domínio de Mito. Eles participaram da Rebelião de Mito apoiando Matsudaira Yorinori, Daimyo de Shishido que apesar de pertencer ao Partido Ichikawa foi incriminado por um de seus correligionários (Ichikawa Sanzaemon) de que pertenceria ao Partido Tengu. E por isso foi condenado como traidor do shogunato, depois de detido exigiu-se que cometesse seppuku e a maioria de seus vassalos foram executados .

## Ramo Toda deMusashi
Este Ramo se originou na região de Tomita no distrito de Kodama na Província de Musashi (na atual cidade de Honjo em Saitama). Essa província era comandada pelos Sete Clãs de Musashi (Musashi Shichito) dentre eles o mais poderoso era o Kodama. Kodama Ieyuki deu a seu terceiro filho Kodama Saburo a região de Tomita, o filho deste,Tomita Kinie foi o primeiro a usar o nome em meados do Século XII.
Este sobrenome pode ser encontrado no Azuma Kagami, no Taiheiki, também aparece no Kanhas Shūko Senroku um antigo registro de guerras da região de Kanto como a Sattayama no Tatakai, e é pela participação nestas ações militares que os Toda ganharam terras em Kii.